# Wasserwirbelkraftwerk

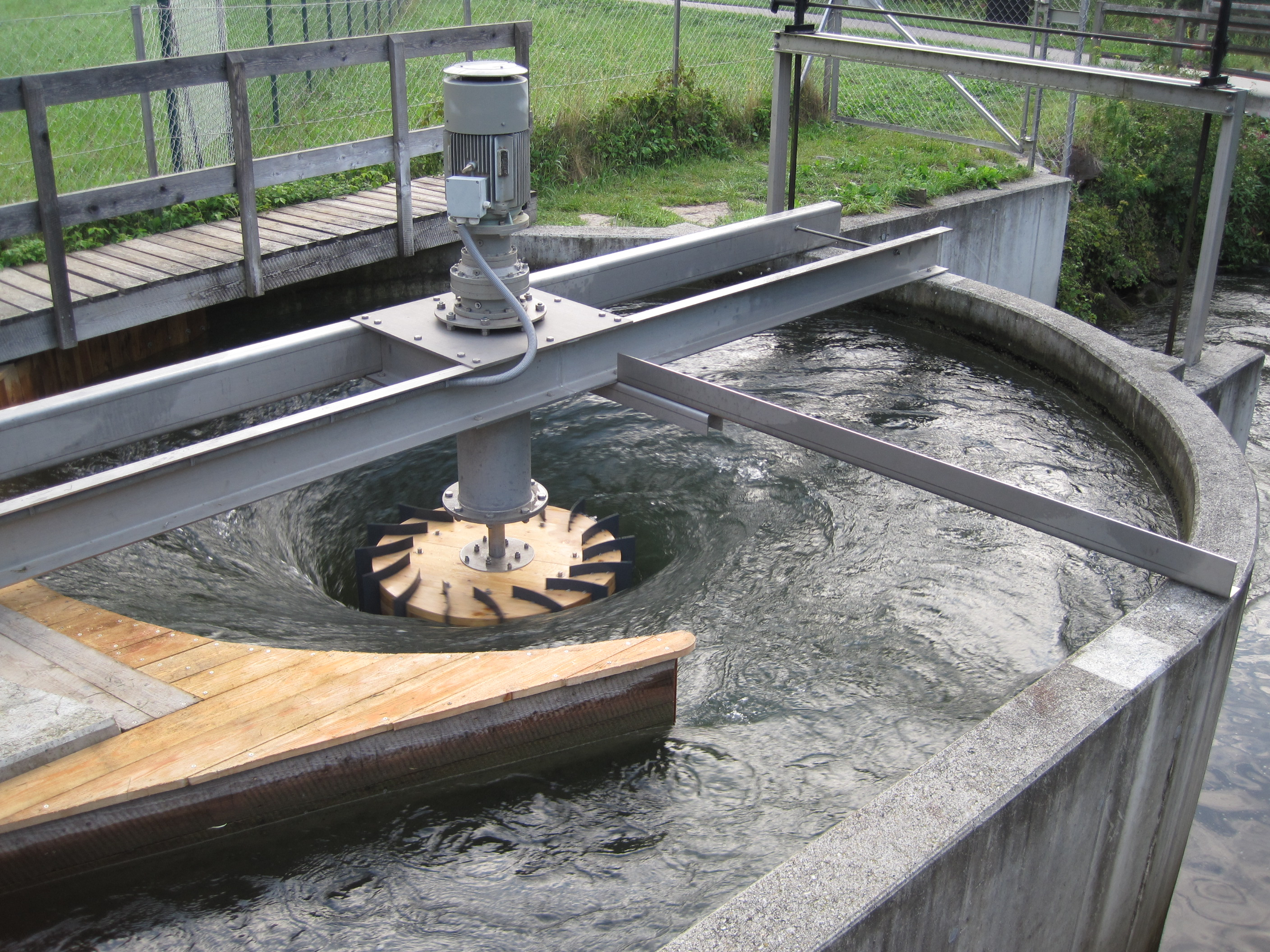
Gravitationswasserwirbelkraftwerk mit Zotlöterer-Turbine bei Ober-Grafendorf

Ein Wasserwirbelkraftwerk, auch Gravitationswasserwirbelkraftwerk (GWWK) genannt, ist ein Kleinwasserkraftwerk, das zur Erzeugung von Energie aus Wasserkraft ab einem Durchfluss von 500 bis 1000 Litern Wasser pro Sekunde bei kleinen Höhendifferenzen von 0,5 bis 3 Metern Gefälle geeignet ist. Die Technik beruht auf einem (runden) Becken mit einem zentralen Abfluss nach unten. Über dem Abfluss bildet sich ein stabiler Wasserwirbel aus, der eine spezielle langsam drehende Wasserturbine antreibt. Wasserwirbelkraftwerke weisen geringere Wirkungsgrade als konventionelle Kleinwasserkraftwerke auf, sind jedoch fischgängig.

## Funktionsweise
Ein symmetrischer Wasserwirbel bildet sich in einem rotationssymmetrischen Gefäß über einer Abflussöffnung in der Mitte des Gefäßbodens aus. Für die technische Nutzbarkeit wird ein stabiler und symmetrischer Wasserwirbel mit strömungsfreiem Wirbelzentrum angestrebt, der eine langsam mit ca. 20 Umdrehungen pro Minute rotierende Turbine antreibt.
Im Idealfall ergibt sich ein Potentialwirbel, dessen Tangentialgeschwindigkeit in Richtung des Wirbelzentrums stetig zunimmt. Voraussetzung für die Ausbildung einer stabilen senkrechten Drehachse ist die Schwerkraft. Der Wasserabfluss wird minimal, wenn der Durchmesser des Staubeckens wesentlich größer ist als der Durchmesser des Abflusses.

## Vorteile

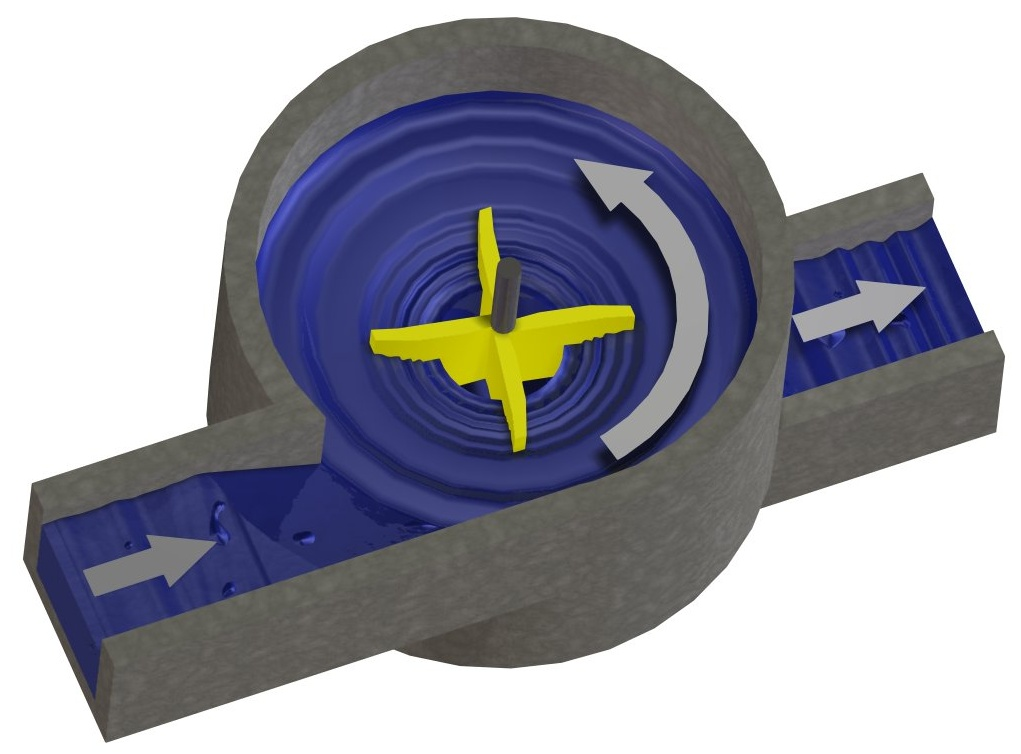
Schematische Darstellung eines Wasserwirbelkraftwerkes (die Turbine ist gelb dargestellt)

Im praktischen Betrieb (bzw. für den Betreiber) eines Wasserwirbelkraftwerks ergibt sich gegenüber Wasserkraftwerken mit herkömmlichen Wasserturbinen der Vorteil, dass bei einem plötzlichen Lastabwurf (z. B. bei unerwartetem Netzausfall des Stromnetzes in welches eingespeist wird) kein Notabschaltsystem aktiv werden muss. Anders formuliert – in bzw. durch ein Wasserwirbelkraftwerk fließt nur dann eine hohe Wassermenge (z. B. die Nenndurchflusswassermenge), wenn die Turbine belastet ist. Im Leerlauf der Turbine reduziert sich die Durchflussmenge auf Grund der besonderen strömungstechnischen Eigenschaften des symmetrischen Wasserwirbels auf etwa 10 % der Nenndurchflussmenge. Damit können bei der Errichtung eines Wasserwirbelkraftwerks sowohl auf ein Durchflussregelungssystem bzw. automatisches Notabschaltsystem verzichtet bzw. Errichtungskosten eingespart werden.
Eine alternativ verwendbare Wasserkraftmaschine bezüglich des Wasserwirbelkraftwerks ist das unterschlächtige Wasserrad und die Wasserkraftschnecke, wohingegen der Einsatzbereich von Kaplan-, Francis- oder gar Pelton-Turbine bei höheren Fallhöhen liegt. Gegenüber dem unterschlächtigen Wasserrad hat das Wasserwirbelkraftwerk den Vorteil einer kleineren Turbine mit höherer Drehzahl. Beispielsweise hat ein unterschlächtiges Wasserrad mit 7 kW Leistung einen Durchmesser von etwa 5 m bei einer Drehzahl von etwa 7/min und einem Drehmoment von etwa 9550 Nm, während der Durchmesser der Turbine eines 7-kW-Wasserwirbelkraftwerks bei etwa 1 m, die Turbinendrehzahl bei etwa 35/min und das Drehmoment bei 1910 Nm liegt. Somit kann wegen der höheren Turbinendrehzahl beim Wasserwirbelkraftwerk gegenüber dem unterschlächtigen Wasserrad eine Getriebestufe, nämlich die teuerste mit dem höchsten Drehmoment, eingespart werden.
Außerdem läuft die Turbine eines Wasserwirbelkraftwerks im Gegensatz zu den akustisch sehr lauten Wasserrädern (etwa 88 dB in 1 m Entfernung) nahezu geräuschlos (unter 50 dB in 1 m Entfernung).
Ähnlich wie die Wasserkraftschnecke benötigt das Wasserwirbelkraftwerk nur einen kostengünstigen Grobrechen für den Rückhalt von Schwemmgut, wodurch sich im Vergleich zu herkömmlichen Wasserturbinen mit empfindlich teureren Feinrechenanlagen die Reinigungsintervalle deutlich vergrößern.

## Ökologische Auswirkung
Die Genossenschaft Wasserwirbelkraftwerke führt an dem Schweizer Pilotkraftwerk in Schöftland an der Suhre unabhängige Untersuchungen zur Fischdurchlässigkeit durch, welche positive Zwischenresultate ergaben.
Ein Wasserwirbelkraftwerk ist kein großer Eingriff in ein Fließgewässer. Es werden meist niedrige, schon bestehende Querbauwerke, sogenannte Sohlstufen, benützt, womit meterhohe Aufschüttungen an den Ufern entfallen. Bei Turbinen mit geringer Schaufelanzahl bleibt der Wirkungsgrad mit 31 bis 48,5 % gering, wie dies Franz Mühle vor Jahren an der Technischen Universität München feststellen konnte. Jedoch sind grundsätzlich bei geringer Fallhöhe nur niedrige bis mittlere Gesamtwirkungsgrade (von etwa 25 bis 65 %) zu erreichen; höhere Werte liefern nur optimierte Wasserwirbelkraftanlagen.
Die Befürworter von Wasserwirbelkraftwerken behaupten, dass wegen der intensiven Wasserbelüftung durch den Gravitationswasserwirbel im Rotationsbecken eines Wasserwirbelkraftwerks ein idealer Lebensraum für Wasserpflanzen, Kleinlebewesen und Fische geschaffen wird. So werden die Wände des runden Staubeckens nach kurzer Zeit dicht mit Quellmoosen bewachsen, zwischen denen sich zahlreiche Bachflohkrebse und Köcherfliegenlarven einnisten.
Kritiker wie der WWF und andere weisen darauf hin, dass auch Wasserwirbelkraftwerke eine Barriere sind, welche einer Revitalisierung von Fließgewässern entgegenstehen, und dass die Durchgängigkeit für langsam schwimmende Fischarten nicht bewiesen ist.
Der österreichische Techniker Franz Zotlöterer geht von einer Fischdurchgängigkeit, die auch eine offizielle Studie/Gutachten bestätigt, aus. Hierzu wurde eine Reuse einige Meter flussaufwärts vor dem Rotationsbecken im Zuflusskanal eingesetzt. Fische, welche die Zotlöterer-Turbine stromaufwärts durchwanderten, wurden dadurch abgefangen, darunter Arten wie Koppe, Forelle, Aitel und Huchen. Dass das Wasserwirbelkraftwerk für zahlreiche Fischarten ökologisch durchgängig sein soll, wurde laut dem Hersteller in einer nicht näher bestimmten Untersuchung durch Universitätsabsolventen bestätigt. Für den sehr einfach gehaltenen Bericht werden ähnliche Messungen aus den Jahren 2006 und 2011 mit den Messungen von 2013 subsumiert. Diese Messungen werden ausschließlich auf der Website des Herstellers publiziert.

## Anwendung
Ein Vorläufer wurde 1877 patentiert.
Das Konzept zur Energiegewinnung aus einem Wasserwirbel, der sich über dem Abfluss eines Wasserreservoirs ausbildet, wird in verschiedenen Vorrichtungen genutzt.
So beruht eine 1968 vom US-Amerikaner Kenard D. Brown und 1996 vom Australier Paul Kouris patentierte Vorrichtung auf der Erzeugung von Energie aus einem solchen Wasserwirbel bei großer Fallhöhe und mit Hilfe eines langen Saugrohrs.
Der österreichische Techniker Franz Zotlöterer realisierte ein Gravitationswasserwirbelkraftwerk mit einem patentierten, leicht spiralförmigen Rotationsbecken (2003 / Österreichisches AT412363 und AT413579 sowie 2007 / Schweizer CH699133) und der patentierten Zotlöterer-Turbine (PCT WO2011051421). Dabei werden relativ langsam rotierende Turbinen genutzt (ca. 20 Umdrehungen pro Minute), die für kleines Treibgut, Geschiebe und Fische durchgängig sind. In Zusammenarbeit mit der Hochschule für Technik der FH Nordwestschweiz wurde versucht, den Rotor weiter zu optimieren, um mehr Energie aus dem Wirbel zu ernten. Diese Turbine, welche auch die vertikalen Strömungen nutzen soll, hat aber nur einen Wirkungsgrad von 50 %, weil damit der Gravitationswasserwirbel in seiner Entfaltungsmöglichkeit eingeschränkt wird und das für die Turbine anstehende Drehmoment abnimmt.
In der weltweit ersten Pilotanlage, die 2005 mit einem Beckendurchmesser von 5,5 m, einer Fallhöhe von 1,5 m und einer Durchflussmenge von 0,9 m³/s im österreichischen Ober-Grafendorf von der Forschungs- und Entwicklungsabteilung der Firma Zotlöterer errichtet wurde, werden mit der Zotlöterer-Turbine laut eigenen Angaben bei einem maximalen Turbinenwirkungsgrad von 80 % bis zu 10 kW elektrische Leistung und zwischen 40.000 und 65.000 kWh/a erzeugt. Die Rotationsfrequenz der Turbine beträgt 33 min−1 (0,55 Hz).
Ein anderes Wasserwirbelkraftwerk wurde 2009 in der Schweiz an der Suhre in Schöftland gebaut. Geplant war eine elektrische Leistung bis 15 kW und eine Jahresproduktion bis zu 80.000 bis 130.000 kWh bzw. Strombedarf von etwa 20 bis 25 Haushalten. Aufgrund technischer Probleme und des Konkurses der Betreiber-Genossenschaft soll die Anlage im Herbst 2019 zurückgebaut werden.
Seit 2011 besteht in Österreich in Kärnten am Wimitzbach mit 2 × 3,5 kW und 27.000 kWh/a und seit Ende 2011 in Deutschland in Winterberg/Sauerland mit 1 × 3,8 kW in Betrieb. Allerdings zeigten sich in Winterberg typische aber geringe Lärmemissionen (60 dB) des Getriebes. Eine 2007 in Indonesien errichtete Anlage versorgt ein Schulgebäude (Kul Kul School in Bali) konnte nach Abklärung mit der lokalen Behörde in Betrieb gehen.
Bei größeren Fallhöhen und Durchflussmengen kann deutlich mehr Strom gewonnen werden (2,5 m, 10 m³/s: 150 kW). Für Leistungen größer als ca. 150 kW sind Wasserwirbelkraftwerke unwirtschaftlich, weil sie ein kleineres Regelarbeitsvermögen (d. h. einen niedrigeren Gesamtwirkungsgrad) als konventionelle Kleinwasserkraftwerke haben.

## Probleme
Wissenschaftliche Untersuchungen ergaben Wirkungsgrade unter 50 %. Beispielsweise wird die seit 2009 im Schweizer Schöftland (s. o.) bestehende Anlage im Artikel von Matthias Daum in der Zeitschrift „DIE ZEIT“ näher beleuchtet. Demnach zeigten sich die Betreiber der Anlage, Heidi Zumstein und Andreas Steinmann, anfangs enttäuscht vom Wirkungsgrad ihrer Anlage. „Er betrug nur 30 statt der versprochenen 60 Prozent. Zwei Drittel der Energie, die im Wasser steckt, gingen wortwörtlich den Bach runter. Heute, einige technische Nachbesserungen später, liegt der Wirkungsgrad bei 42 Prozent. Ein neuer Rotor soll bald die Hälfte der Wasserenergie in Strom umwandeln helfen.“
Im Juni 2016 meldet die Genossenschaft Wasserwirbel Konzepte Schweiz Konkurs an. Ein Abbau der Anlage war für Herbst 2019 geplant.
Wissenschaftliche Versuche und resultierende Artikel wie die Modell-Untersuchungen von Franz Mühle, Christoph Rapp und Oliver Mayer zeigen ebenfalls Wirkungsgrade zwischen 31 und 48,5 %
Der Betreiber des ersten deutschen Wasserwirbelkraftwerks beschreibt auf einer eigenen Website seine Erfahrungen. Nach eigenen Angaben macht er dies, um zusätzliche Informationen zu den aus der Luft gegriffenen Angaben der Planer und Hersteller zu geben. Dieses Kraftwerk wurde zwischen 2011 und 2012 am Hillebach in Niedersfeld mit österreichischer Beteiligung errichtet. Auf der Website sind sowohl die Planungsfehler als auch die geringen Wirkungsgrade dokumentiert.

## Auszeichnungen
- 2007: Energy Globe Award Kärnten
- 2010: Energy Globe Award Niederösterreich 2010 und Austria 2010 (Sonderkategorie Erfinder)[30]
- 2011: Watt d’Or 2011 in der Kategorie Erneuerbare Energien für die Flussrenaturierung mit Wasserwirbelkraftwerk in Schöftland, verliehen vom Schweizer Bundesamt für Energie[31][32]